# Bhaya jezik
Bhaya jezik (ISO 639-3: bhe), indoeuropski jezik iz južnog Pakistana kojim govori 400 (1998) ljudi blizu grada Samaro i nekoliko obitelji u Hyderabadu.
Ostao je pobliže neklasificiran unutar zapadnohindske podskupine centralnih indoarijskih jezika.

## Vanjske poveznice
- Ethnologue (14th)
- Ethnologue (15th)